# Накайбіто (Нью-Мексико)
Накайбіто (англ. Nakaibito) — переписна місцевість (CDP) в США, в окрузі Маккінлі штату Нью-Мексико. Населення — 355 осіб (2020).

## Географія
Накайбіто розташоване за координатами 35°46′57″ пн. ш. 108°48′14″ зх. д. / 35.78250° пн. ш. 108.80389° зх. д. (35.782622, -108.803888).  За даними Бюро перепису населення США в 2010 році переписна місцевість мала площу 18,14 км², уся площа — суходіл.

## Демографія
Згідно з переписом 2010 року, у переписній місцевості мешкало 466 осіб у 123 домогосподарствах у складі 90 родин. Густота населення становила 26 осіб/км².  Було 126 помешкань (7/км²).
Расовий склад населення:
| - 94,2 % — корінних американців - 0,6 % — білих |

До двох чи більше рас належало 4,7 %. Частка іспаномовних становила 3,4 % від усіх жителів.
За віковим діапазоном населення розподілялося таким чином: 32,0 % — особи молодші 18 років, 59,4 % — особи у віці 18—64 років, 8,6 % — особи у віці 65 років та старші. Медіана віку мешканця становила 28,4 року. На 100 осіб жіночої статі у переписній місцевості припадало 87,1 чоловіків;  на 100 жінок у віці від 18 років та старших — 93,3 чоловіків також старших 18 років.
Середній дохід на одне домашнє господарство  становив 40 275 доларів США (медіана — 36 250), а середній дохід на одну сім'ю — 46 550 доларів (медіана — 45 000). Медіана доходів становила 41 250 доларів для чоловіків та 27 159 доларів для жінок. За межею бідності перебувало 30,7 % осіб, у тому числі 27,8 % дітей у віці до 18 років та 45,5 % осіб у віці 65 років та старших.
Цивільне працевлаштоване населення становило 141 осіб. Основні галузі зайнятості: освіта, охорона здоров'я та соціальна допомога — 41,1 %, роздрібна торгівля — 18,4 %, мистецтво, розваги та відпочинок — 15,6 %, публічна адміністрація — 13,5 %.